# Diocèse d'Avellaneda-Lanús
Le diocèse d'Avellaneda-Lanús (en latin : Dioecesis Avellanediensis-Lanusensis ; en espagnol : Diócesis de Avellaneda-Lanús) est un diocèse de l'Église catholique en Argentine, suffragant de l'archidiocèse de Buenos Aires.

## Territoire
Il comprend les arrondissements d'Avellaneda et de Lanús de la province de Buenos Aires ce qui correspond à un territoire d'une superficie de 102 km2 divisé en 51 paroisses. Le siège épiscopal est dans la ville d'Avellaneda où se trouve la cathédrale Notre-Dame-de-l'Assomption.

## Historique
Le diocèse d'Avellaneda est érigé le 10 avril 1961 par la constitution apostolique Cum regnum Dei du pape Jean XXIII en prenant sur le territoire de l'archidiocèse de La Plata et du diocèse de Lomas de Zamora.
Par le décret Concrediti Christifidelium du 2 mars 1964 de la congrégation pour les évêques, son territoire s'agrandit avec l'acquisition des paroisses de saint Jean-Baptiste et sainte Lucie dans l'arrondissement de Florencio Varela, qui appartenaient à l'archidiocèse de La Plata.
Nommé suffragant de l'archidiocèse de La Plata lors de sa création, il intègre la province ecclésiastique de l'archidiocèse de Buenos Aires le 5 mai 1967 en vertu de la constitution apostolique Qui divino consilio du pape Paul VI.
Il cède une portion de son territoire le 9 juin 1976 pour l'érection du diocèse de Quilmes.
Le 24 avril 2001, le diocèse de Lomas de Zamora lui cède l'arrondissement de Lanús à la suite du décret Ad melius consulendum de la congrégation pour les évêques, le même jour, il prend son nom actuel en raison du décret Celeris magnique de la congrégation pour les évêques.
La congrégation pour le culte divin et la discipline des sacrements confirme le 9 mars 2002 que la Vierge Marie honorée sous le vocable de Notre-Dame de l'Assomption est la patronne principale du diocèse avec sainte Thérèse d'Avila comme patronne secondaire.

## Évêques
- Emilio Antonio di Pasquo (14 juin 1961 - 9 avril 1962)
- Jerónimo José Podestá (25 septembre 1962 - 2 décembre 1967)
- Antonio Quarracino (3 août 1968 - 18 décembre 1985), nommé archevêque de La Plata
- Rubén Héctor di Monte (24 mars 1986 - 7 mars 2000), nommé archevêque de Mercedes-Luján
- Rubén Oscar Frassia (25 novembre 2000 - 7 août 2020)
- Marcelo Julián Margni, depuis le 7 août 2021